# عملية مايكل
كانت عملية مايكل (بالإنجليزية: Operation Michael)‏ هجومًا عسكريًا ألمانيًا ضخمًا خلال الحرب العالمية الأولى مثّل بداية هجوم الربيع الألماني في 21 مارس 1918. انطلقت العملية من خط هايندنبرغ في المناطق المجاورة لساينت كونتين في فرنسا. كان هدف العملية اختراق خطوط قوات الحلفاء والتقدم في اتجاه الشمال الغربي للاستيلاء على موانئ القناة التي كانت تشكل خط إمداد لقواة المشاة البريطانية، ودفع هذه القوات نحو البحر. بعد مرور يومين، عدّل الجنرال إريش لودندورف، رئيس الأركان العامة الألمانية، خطته واختار شن هجوم غربًا على طول الجبهة البريطانية شمال نهر السوم. أُعدت الخطة أولًا بهدف فصل الجيشين الفرنسي والبريطاني قبل المضي في الفكرة الأصلية في دفع قواة المشاة البريطانية نحو البحر. انتهى الهجوم عند فيلرز بريتونيو، شرقي مركز اتصالات الحلفاء في أميينز، حيث تمكن الحلفاء من صد التقدم الألماني. تكبد الجيش الألماني خسائر كبيرة ولم يتمكن من الحفاظ على خطوط الإمداد للقوات المتقدمة.
معظم الأراضي التي خيض القتال عليها كانت البرية التي خلفتها معركة السوم في عام 1916. لذلك أطلقت لجنة تسمية المعارك البريطانية بشكل رسمي على الإجراء اسم أولى معارك السوم، 1918، في حين أطلق عليه الفرنسيون اسم معركة بيكاردي الثانية. كان فشل الهجوم بمثابة بداية نهاية الحرب العالمية الأولى لألمانيا. حل وصول تعزيزات كبيرة من الولايات المتحدة إلى فرنسا محل خسائر قوات الحلفاء، إلا أن الجيش الألماني لم يتمكن من التعافي من خسائره قبل استيلاء هذه التعزيزات على الميدان. فشلت العملية مايكل في تحقيق أهدافها وأُبطل التقدم الألماني خلال معركة السوم الثانية 1918 (21 أغسطس – 3 سبتمبر) في هجوم المائة يوم لقوات الحلفاء.

## الخلفية

### تطورات إستراتيجية
في 11 نوفمبر 1917، ناقشت القيادة العليا الألمانية ما كانت تأمل أنه سيكون هجومًا حاسمًا على الجبهة الغربية في الربيع التالي. كان الهدف قيادة قواة المشاة البريطانية، التي كانت تحت قيادة المشير الميداني السير دوغلاس هايغ، والتي كانوا يعتقدون أنها قد أُنهكت إثر معارك أراس وميسينس وباشنديل وكامبريه عام 1917. اتُخذ قرار الهجوم من قبل الجنرال إريش لودندورف في 21 يناير 1918. بداية عام 1918، كان الشعب الألماني على حافة مجاعة وباتوا منهكين بصورة متزايدة من الحرب. وبحلول منتصف فبراير، في حين كانت ألمانيا في مفاوضات استسلام روسيا ومعاهدة بريست ليتوفسك، نقل لودندورف نحو 50 فرقة من الشرق بهدف أن تتفوق القوات الألمانية عدديًا على قوات جيوش الحلفاء على الجبهة الغربية. بحلول 21 آذار كانت ألمانيا تمتلك 192 فرقة وثلاثة ألوية على الجبهة الغربية من إجمالي 241 فرقة ولواء في الجيش الألماني. وكانت 110 فرقة من بينها على خط المواجهة، واجهت 50 منها الجبهة البريطانية الأقصر. وكانت 67 فرقة أخرى في الاحتياط، واجهت 31 منها قواة المشاة البريطانية. بحلول مايو 1918، كان من المقرر وصول 318 ألف جندي أمريكي إلى فرنسا، ووصول مليون جندي آخر قبل أغسطس. كان الألمان على دراية بأن الفرصة الوحيدة للنصر كانت تكمن في هزيمة الحلفاء قبل اكتمال بناء قوة المشاة الأمريكية. 
اشتملت الاستراتيجية الألمانية لهجوم الربيع عام 1918 أو كايسرشلاخت (معركة قيصر) على 4 هجمات، مايكل وجورجيت غنايسيناو وبلشريورك. وقعت معركة عند نهر السوم وخيضت معركة جورجيت عند ليس ويبريس، التي كان مخططًا لها أن تربك العدو. وقعت معركة بلوشر ضد الجيش الفرنسي في إقليم شامباين. على الرغم من أن الاستخبارات البريطانية كانت على دراية بأن هجومًا ألمانيًا كان قيد التحضير، إلا أن هذه الخطة بعيدة المدى كانت أكثر طموحًا مما توقعه قادة الحلفاء. سعى لودندورف إلى التقدم عبر السوم، ومن ثم الدوران شمال غرب، لقطع خطوط الاتصال البريطانية خلف جبهة أرتوا ومحاصرة قواة المشاة البريطانية في فلاندرز. ومع انسحاب قوات الحلفاء من موانئ القناة، وهو ما كان أمرًا محوريًا للإمدادات البريطانية، فقد كان سيتاح لألمانيا مهاجمة تلك الموانئ وخطوط اتصال أخرى. وبذلك كان البريطانيون سيحاصَرون وسيعلنون استسلامهم. 
كان رئيس الوزراء البريطاني، ديفيد لويد جورج، قد وافق على أن تتولى قواة المشاة البريطانية قسمًا أكبر من خط المواجهة في مؤتمر بولوني، متجاهلًا نصيحة عسكرية، الذي وُسع الخط البريطاني بعد انعقاده. بالكاد وُجد «الخط»، الذي كان قد أُخذ من الفرنسيين، واحتاج إلى كثير من العمل لجعل الدفاع عنه أكثر سهولة بالنسبة للمواقع في أقصى الشمال، وهو ما تسبب في إبطاء التقدم في منطقة الجيش الخامس (الجنرال هوبرت كوغ). خلال شتاء 1917-1918، كان الخط البريطاني الجديد قد رُسم على شكل قوس يحيط بسانت كوينتين عبر تحركات عدة وحدات صغيرة بين القرى المدمرة في المنطقة. كانت هناك العديد من البؤر المعزولة والفجوات في الخط ومساحات واسعة من الأراضي المتنازع عليها والأراضي الخردة. حُسنت هذه المواقع ببطء عبر نظام دفاع جديد من ثلاث مناطق في العمق، إلا أن الجزء الأكبر من العمل كان قد أُنجز من قبل فرق عمل المشاة. اكتملت معظم المعاقل في منطقة المعركة بحلول مارس من عام 1918، غير أن المنطقة الخلفية كانت ما تزال قيد الإنشاء.
أعيد تنظيم قواة المشاة البريطانية بسبب النقص في بدلاء المشاة، إذ خُفض عدد كتائب الفرق من اثني عشر كتيبة إلى تسع، استنادًا إلى النموذج الذي أنشأته الجيوش الألمانية والفرنسية في وقت سابق من الحرب. وقد تقرر الإبقاء على الكتائب الإقليمية الأعلى رتبة وكتائب الخط الأول، لتكون مفضلة على كتائب الجيش الجديد وكتائب الخط الثاني الإقليمية المتفوقة عدديًا. تعطلت بشكل سيئ كتائب الجيش الجديد وكتائب الخط الثاني الإقليمية، مع الاضطرار في بعض الحالات إلى حل نصف كتائبهم، لإفساح المجال أمام الوحدات المنقولة من الفرق النظامية أو فرق الخط الأول الإقليمية. كانت الكتائب تتكون من 1000 مقاتل ولكن بعضها كان يتكون من أقل من 500 مقاتل، نظرًا إلى الإصابات والأمراض خلال فصل الشتاء.

### تطورات تكتيكية
تدرب الجيش الألماني على استخدام تكتيكات الحرب المفتوحة التي أثبتت فعاليتها على الجبهة الشرقية، وتحديدًا في معركة ريغا عام 1917. كان الألمان قد طوروا وحدات قوات الصدمة الألمانية، وهي نخبة من المشاة كانت تستخدم تكتيك التسلل الحربي، وتعمل ضمن مجموعات صغيرة أحرزت تقدمًا سريعًا من خلال استغلال الثغرات والدفاعات الضعيفة. تجاوزت قوات الصدمة الألمانية المناطق المحصنة بشدة دفاعيًا، والتي بإمكان وحدات المشاة التابعة أن تتعامل معها بمجرد أن تصبح معزولة، واحتلت بسرعة أراضٍ لتعطيل الاتصالات عبر مهاجمة مقرات العدو ووحدات المدفعية ومستودعات الإمداد في الخلف. نقلت كل فرقة أفضل وأصلح جنودها إلى وحدات العاصفة التي تشكلت منها العديد من الفرق الجديدة. أعطت هذه العملية الجيش الألماني ميزة أولية في الهجوم، لكنها كانت تعني أن أفضل القوات ستتكبد خسائر غير متناسبة، في حين انخفضت جودة قوات الاحتياط. 
كانت التطورات في تكتيكات المدفعية مؤثرة أيضًا. وتمكن لودندورف من الاستغناء عن عمليات القصف التدميرية البطيئة وعمليات قطع الأسلاك عن طريق استخدام عدد كبير من قطع المدفعية وقذائف الهاون لإطلاق قصف «الإعصار» الذي تركز على مواقع المدفعية والمدافع الرشاشة والمقار الرئيسية والمبادلات الهاتفية والسكك الحديدية ومراكز الاتصالات. كانت هناك ثلاث مراحل للقصف: إطلاق نار قصير على القيادة والاتصالات، ثم قصف مدمر مضاد للبطارية ومن ثم قصف مواقع الخطوط الأمامية. كان القصف العميق يهدف إلى القضاء على قدرة الخصم على الرد، ولم يدم سوى بضعة ساعات للإبقاء على عنصر المفاجأة، قبل أن يهاجم المشاة خلف وابل زاحف. أصبحت تكتيكات المدفعية هذه ممكنة بسبب الأعداد الهائلة من البنادق الثقيلة الدقيقة والمخزونات الكبيرة من الذخيرة التي نشرتها ألمانيا على الجبهة الغربية بحلول عام 1918. 
كتب ضابط من الفرقة 51 (المرتفعات): «كان العام 1917 ..... قد انتهى في جو من الاكتئاب. كانت معظم الفرق على الجبهة الغربية التي انخرطت باستمرار في عمليات هجومية.... منهكة بأكملها... وقد باتت ضعيفة». كان آخر هجوم ألماني على الجبهة الغربية، قبل كامبراي غيغينشلاغ (ضربة مضادة)، في ديسمبر من عام 1917، ضد الفرنسيين في فيردان، الأمر الذي لم يمنح القادة البريطانيين سوى خبرة قليلة في الدفاع. دفع تطوير الألمان لنظام دفاع عميق للمناطق وخطوط الخنادق خلال عام 1917 بالإنغليز إلى تبنّي نظام دفاع مماثل في العمق. أفضى ذلك إلى خفض نسبة القوات في خط المواجهة، الذي كان تحت سيطرة خفيفة للقناصة والدوريات ونقاط المدافع الرشاشة وقوات الاحتياط المتركزة ومجموعات الإمداد للخلف، بعيدًا عن المدفعية الألمانية. رتبت الفرق البريطانية كتائب المشاة التسع الخاصة بها في المناطق الأمامية ومناطق المعركة وفقًا للظروف المحلية ووجهات نظر القادة، إذ سيطر نحو ثلث كتائب المشاة من الجيش الخامس وعدد مماثل في الجيش الثالث على المنطقة الأمامية.